# Teofil Dąbrowski
Teofil Dąbrowski (ur. 4 stycznia 1896 w Międzyrzecu Podlaskim, zm. wiosną 1940 w Charkowie) – major piechoty Wojska Polskiego, kawaler Orderu Virtuti Militari, ofiara zbrodni katyńskiej.

## Życiorys
Teofil Dąbrowski urodził się 4 stycznia 1896 roku w Międzyrzecu Podlaskim, w rodzinie Seweryna i Marii z Kozłowskich. W latach 1912–1914 należał do Polskich Drużyn Strzeleckich w Rzeszowie. W sierpniu 1914 roku wstąpił do Legionów Polskich. Walczył w I Brygadzie. W czasie bitwy pod Krzywopłotami został ranny. W styczniu 1915 roku powrócił do oddziału. Odznaczył się parokrotnie w czasie walk nad Nidą i Żernikami, podczas bitwy pod Jastkowem Teofil Dąbrowski został ciężko ranny. Za te czyny został odznaczony Orderem Virtuti Militari.
Po kryzysie przysięgowym został internowany w Szczypiornie. Od połowy grudnia 1917 roku działał w Polskiej Organizacji Wojskowej w Sosnowcu pod pseudonimem „Unita”.
W listopadzie 1918 roku wstąpił do Wojska Polskiego i jako dowódca kompanii służył w 2 pułku piechoty Legionów. W 1921 roku został zweryfikowany do stopnia kapitana piechoty ze starszeństwem z dniem 1 czerwca 1919 roku. W jednostce służył do lat 30. 17 grudnia 1931 został mianowany majorem ze starszeństwem z dniem 1 stycznia 1932 i 44. lokatą w korpusie oficerów piechoty. W marcu 1932 został wyznaczony w macierzystym pułku na stanowisko obwodowego komendanta Przysposobienia Wojskowego, a w kwietniu 1934 roku przesunięty na stanowisko dowódcy batalionu. 1 lipca 1938 roku został mianowany dowódcą batalionu KOP „Krasne”. 
Na początku września 1939 roku został dowódcą II batalionu 207 pułku piechoty. W czasie kampanii wrześniowej walczył w obronie Lwowa. Po agresji ZSRR na Polskę i kapitulacji załogi Lwowa dostał się do niewoli sowieckiej. Przebywał w obozie w Starobielsku. Wiosną 1940 roku został zamordowany przez funkcjonariuszy NKWD w Charkowie i pogrzebany potajemnie w bezimiennej mogile zbiorowej w Piatichatkach, gdzie od 17 czerwca 2000 roku mieści się oficjalnie Cmentarz Ofiar Totalitaryzmu w Charkowie. Figuruje na Liście Starobielskiej NKWD, pod poz. 960.

## Upamiętnienie
5 października 2007 roku minister obrony narodowej Aleksander Szczygło mianował go pośmiertnie na stopień podpułkownika. Awans został ogłoszony 9 listopada 2007 roku w Warszawie, w trakcie uroczystości „Katyń Pamiętamy – Uczcijmy Pamięć Bohaterów”.

## Ordery i odznaczenia
- Krzyż Srebrny Orderu Wojskowego Virtuti Militari nr 7193 (17 maja 1922)[18]
- Krzyż Niepodległości (15 kwietnia 1932)[19]
- Krzyż Walecznych (trzykrotnie)
- Złoty Krzyż Zasługi (19 marca 1937)[20]
- Krzyż Kampanii Wrześniowej (pośmiertnie, 1 stycznia 1986)
- Medal Pamiątkowy za Wojnę 1918–1921
- Medal Dziesięciolecia Odzyskanej Niepodległości